# Petropavlovskoe (Territorio dell'Altaj)
Petropavlovskoe (in russo Петропавловское?) è un villaggio del settore meridionale della Siberia Occidentale situato nel Territorio dell'Altaj,  in Russia. È il centro amministrativo del distretto Petropavlovskij.
La località si trova sul fiume Anuj (affluente di sinistra dell'Ob'), 290 km a sud-est della capitale Barnaul.